# Psammotettix nardeti
Psammotettix nardeti är en insektsart som beskrevs av Adolf Remane 1965. Psammotettix nardeti ingår i släktet Psammotettix och familjen dvärgstritar. Inga underarter finns listade i Catalogue of Life.